# Theo Schreurs
Theo Schreurs (Nijmegen, 18 mei 1939) is een Nederlandse beeldhouwer.

## Leven en werk
Schreurs kreeg zijn opleiding aan de Academie voor Beeldende Vorming in Amersfoort en was eerst werkzaam als onderwijzer en later 32 jaar als leraar handenarbeid aan het Veluws College in Apeldoorn. Vanaf 1970 was hij eveneens werkzaam als figuratief beeldhouwer. Hij kreeg in 1992 landelijke aandacht door zijn, in opdracht van de Partij van de Arbeid gemaakte, portretbuste van Joop den Uyl voor het gebouw van de Tweede Kamer in Den Haag.
De kunstenaar woont en werkt in Deventer.

## Werken (selectie)
- Echtpaar (1971), bejaardencentrum De Benring in Voorst
- Het formulier (1982), gemeentehuis Voorst in Twello
- De rustende landman (1987), bij de Nederlands Hervormde Kerk in Terwolde
- Neerslager (1988), IJsseldijk bij Den Nul
- De kus (1989), Schoolstraat in Bathmen
- Buste Joop den Uyl (1992), gebouw Tweede Kamer in Den Haag
- D'n uperman (1994), dorpshuis in Herpen
- Op verkenning (1998), Muggenplein in Deventer
- Schoenveter (1999), Burg. Grothestraat in Soest
- De dokter in de boom (2004), Dorpsstraat in Bathmen
- Interieur zorg (2005), Albert Schweitzerplein/Rode Kruisplein in Nijmegen naar aanleiding van de sloop in 1996 van het Canisius-Wilhelmina Ziekenhuis[2]
- Moeder leest voor op de hoek van de straat (19??), Nijverdal

## Fotogalerij

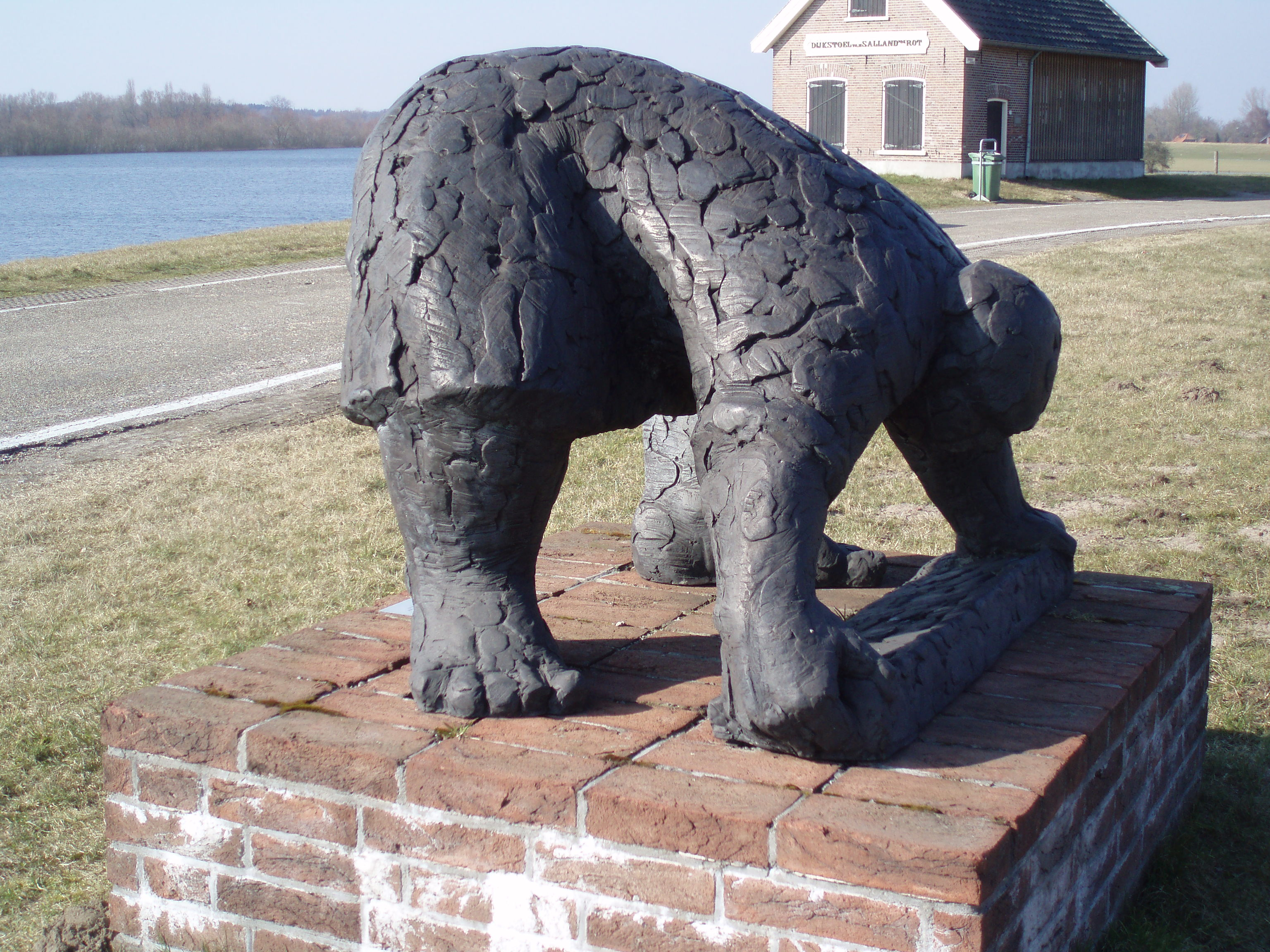
Neerslager (1988), Den Nul
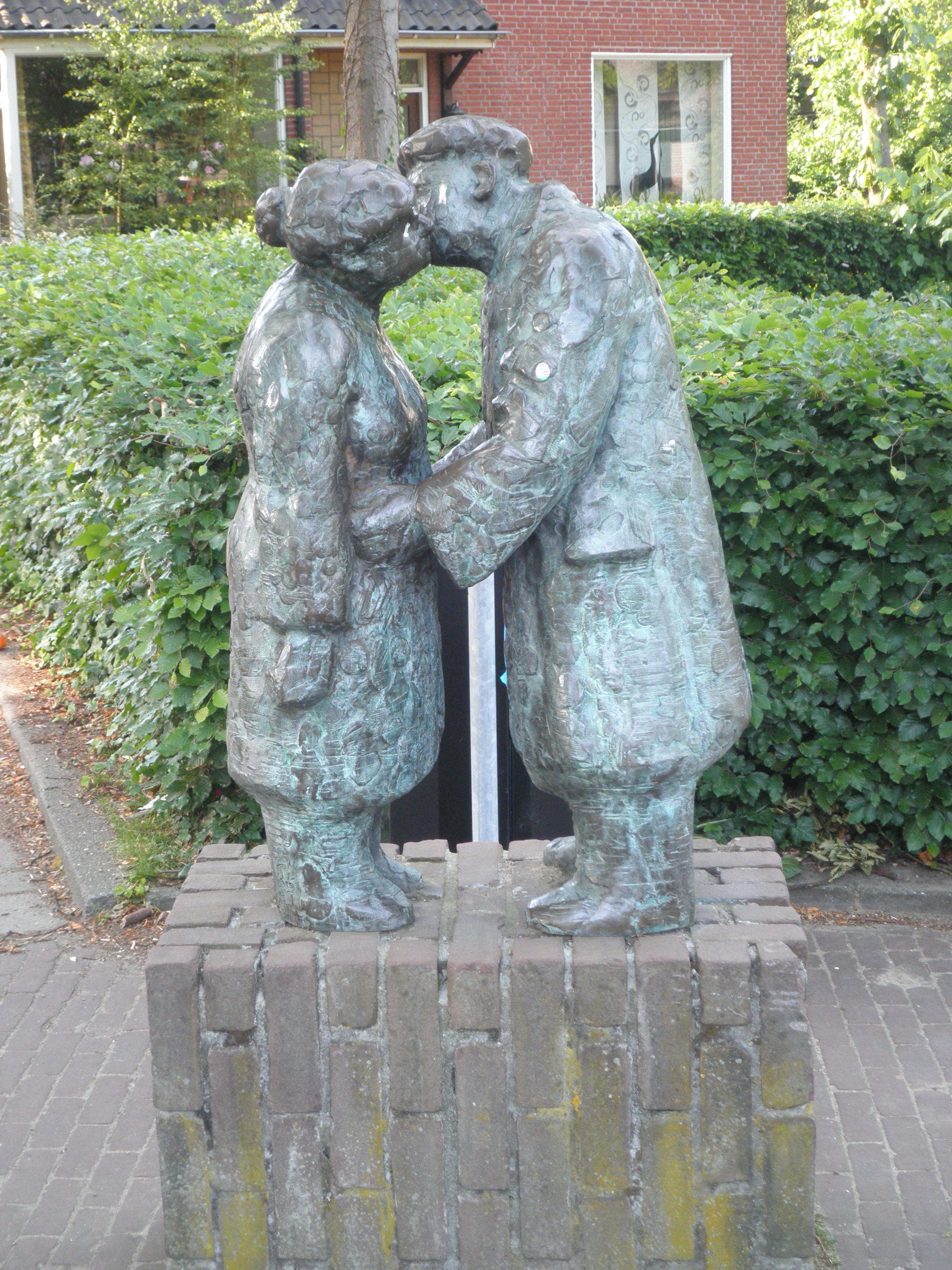
De kus (1989), Bathmen
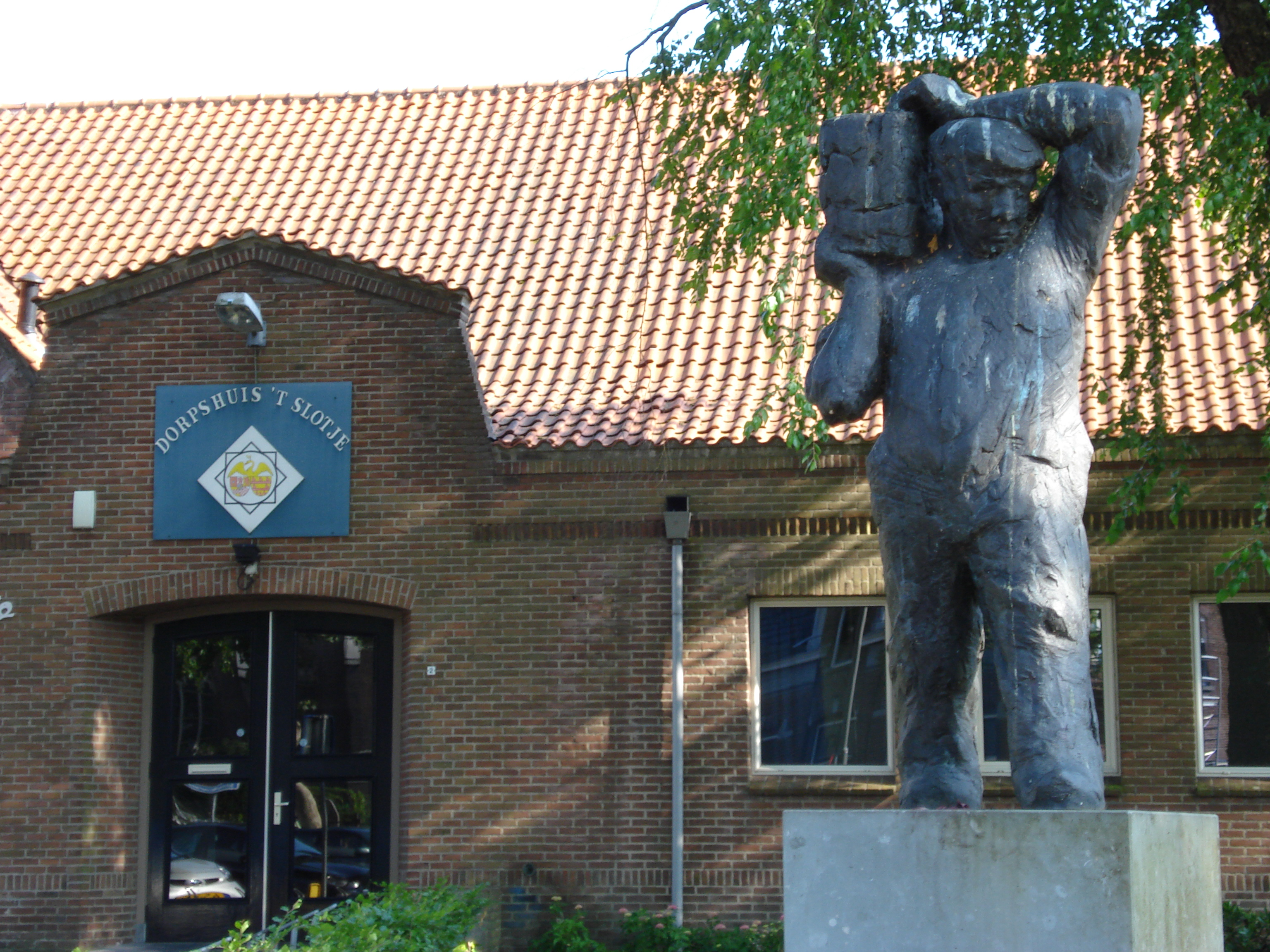
D'n uperman (1994), Herpen
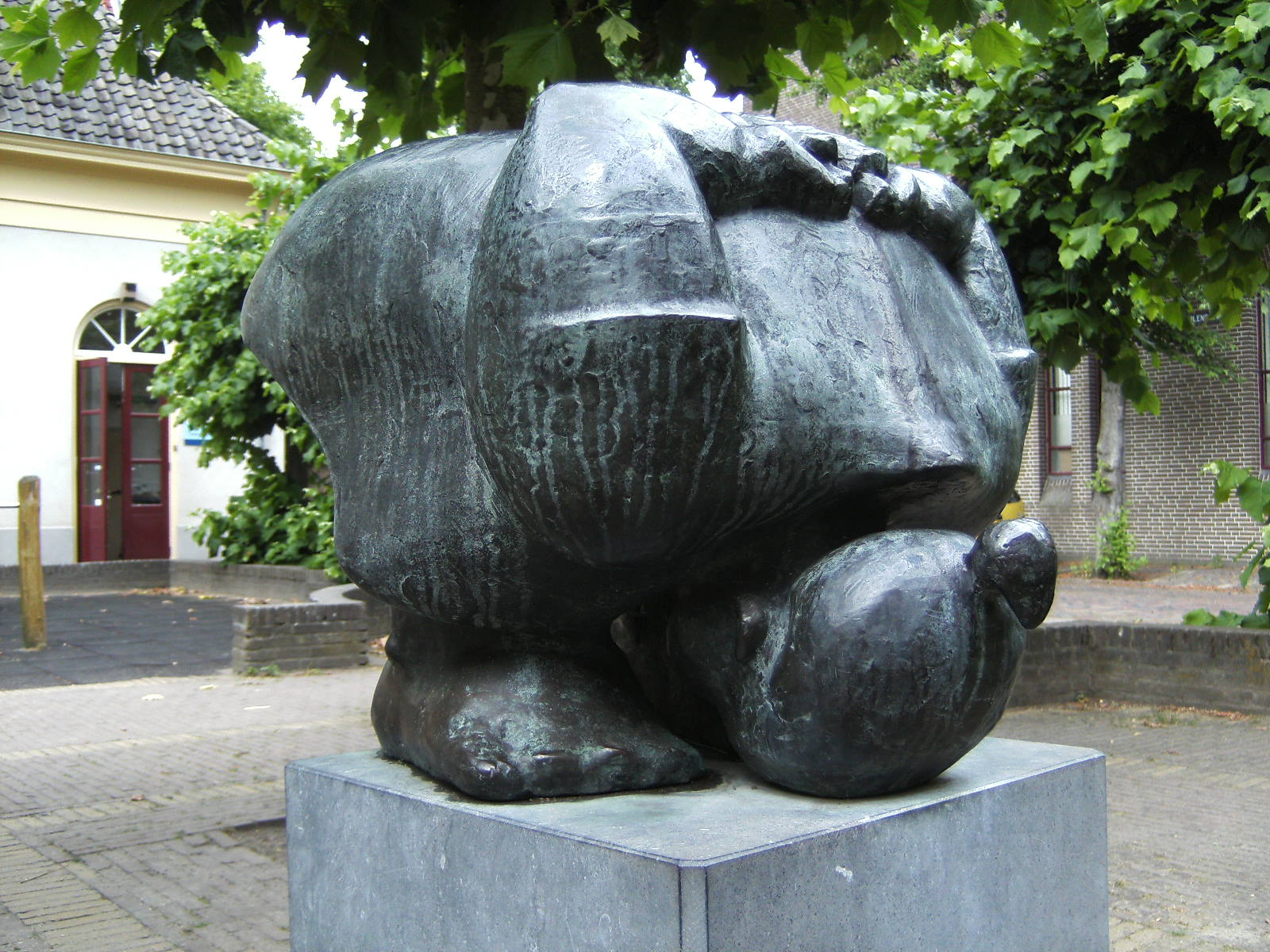
Op verkenning (1998), Deventer
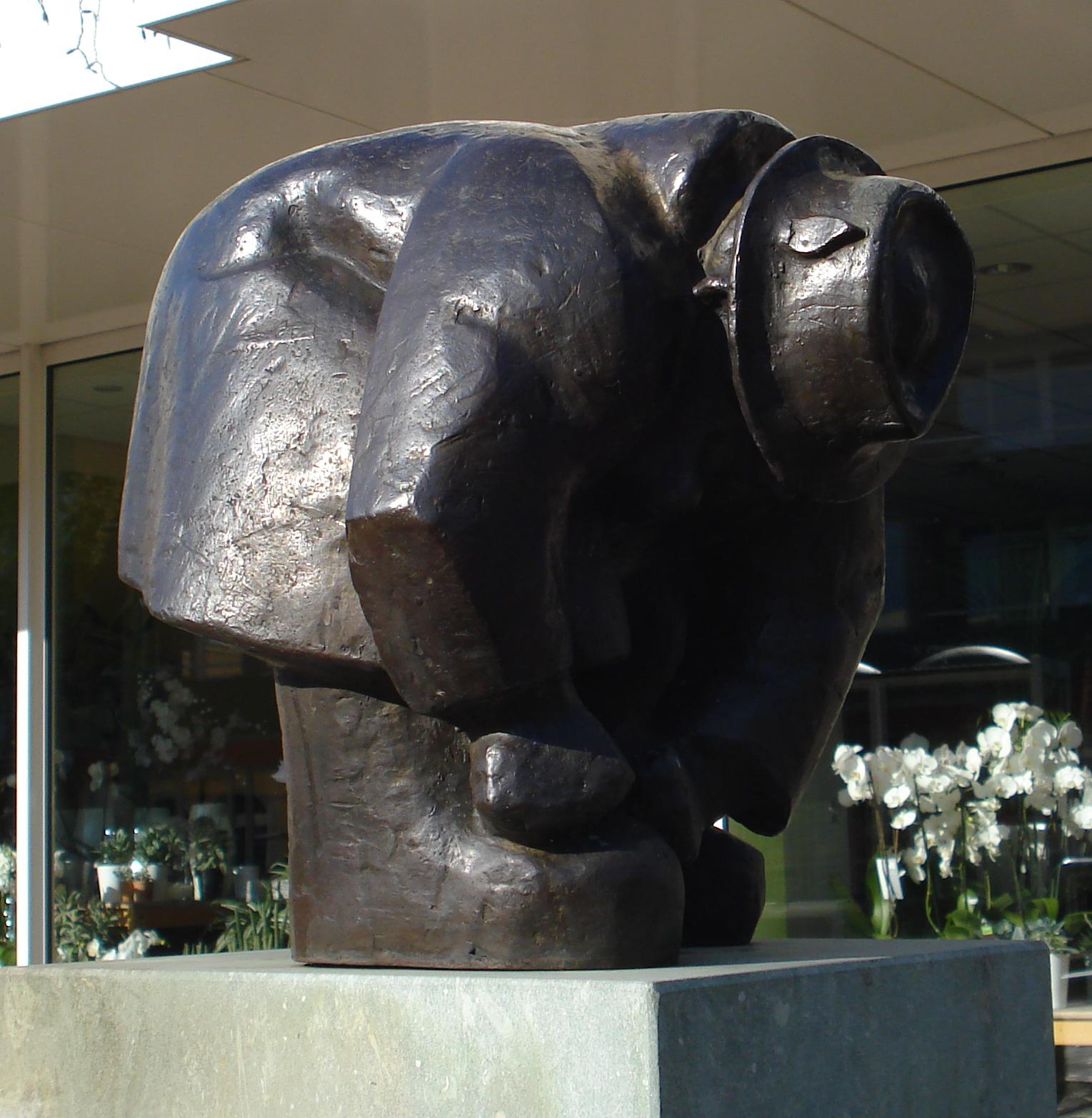
Schoenveter (1999), Soest
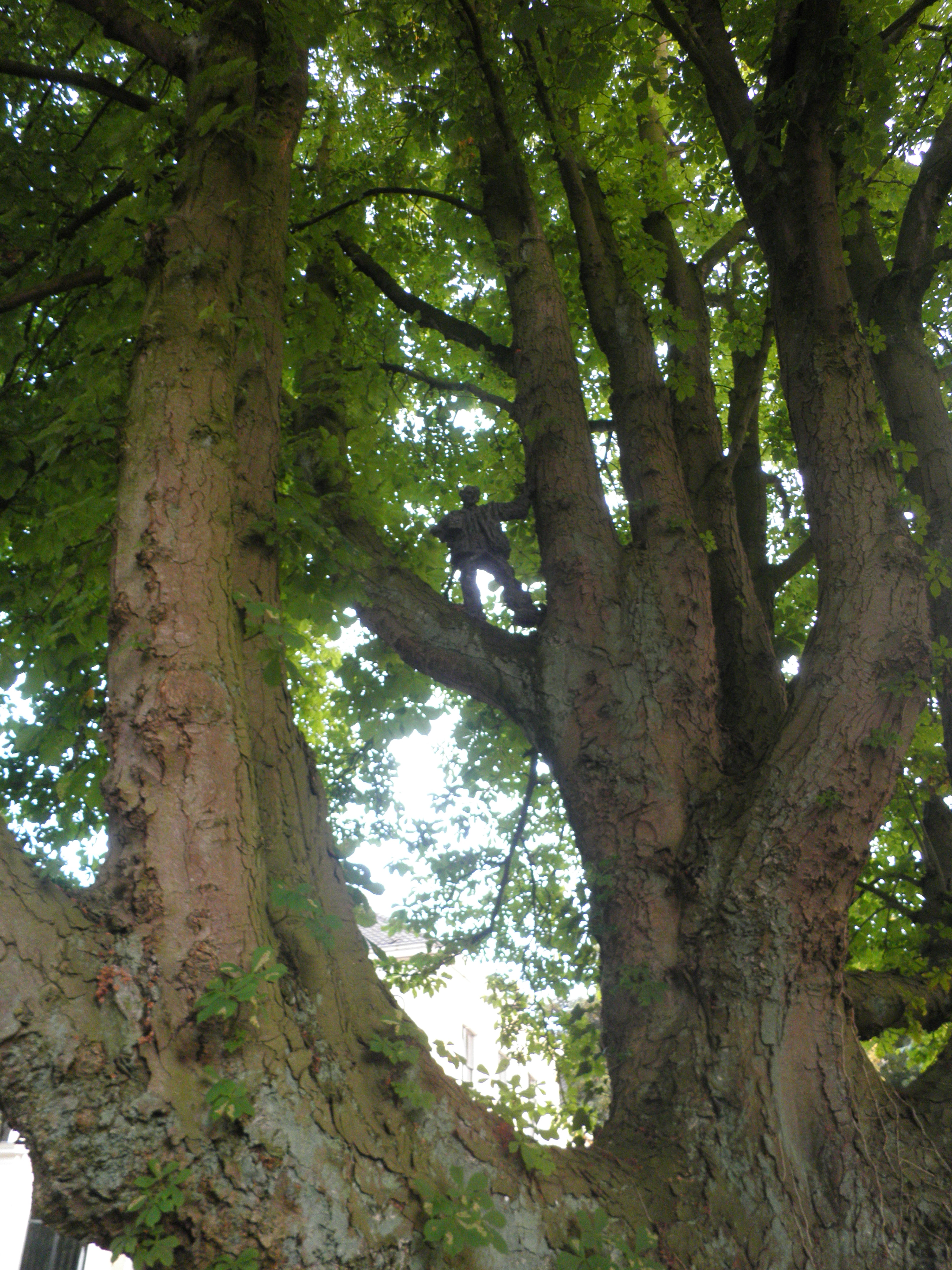
De dokter in de boom (2004), Bathmen